# Inmortales (Imperio Bizantino)
Los Inmortales (Del griego: Ἀθάνατοι, Athanatoi) fueron una de las unidades militares de élite de los tagmata del Imperio Bizantino, levantadas por primera vez a finales del siglo X. El nombre deriva de a- ("sin") + thanatos ("muerte").

## Historia
Los Athanatoi eran un cuerpo de jóvenes de estatus noble que fue originalmente criado por Juan I Tzimisces (r. 969-976) en 970 para su guerra con la Rus', donde jugaron un papel decisivo en las batallas ante Preslav y durante el asedio de Dorostolon. La unidad estaba comandada por un doméstico, como la mayoría de los otros tagmata (los regimientos profesionales permanentes), y en campaña acamparon cerca de la guardia imperial, la Hetaireia. El historiador contemporáneo León el Diácono describe a los Athanatoi como caballería de choque fuertemente blindada, "envainada en una armadura" o como "jinetes armados adornados con oro". La unidad de Tzimisces fue probablemente disuelta poco después de su muerte, ya que no aparece de nuevo en las fuentes.
El nombre del Athanatoi revivió bajo el emperador Miguel VII (r. 1071-1078), cuando su ministro Niceforitzes reorganizó el ejército. Esta reorganización fue parte de un esfuerzo para hacer frente a una importante crisis militar del Imperio tras la desastrosa derrota sufrida por los bizantinos contra los turcos selyúcidas en la batalla de Manzikert en 1071. Posteriormente, los selyúcidas habían invadido la mayor parte de Asia Menor, que había constituido el principal terreno de reclutamiento del ejército anterior a Manzikert. Como parte del proceso de reorganización, los restos de las tropas provinciales de los themata (provincias militares) orientales se reunieron como los Inmortales, proporcionando un nuevo tagma. Los nuevos Inmortales pueden haber sido caballería, como el grueso del antiguo ejército de campo bizantino, pero esto no es seguro.
Los documentos contemporáneos parecen situar al Athanatoi entre otros contingentes extranjeros, pero los estudiosos modernos suelen considerar que la unidad estaba compuesta por bizantinos nativos.
El historiador bizantino Nicéforo Brienio el Joven registra que los Inmortales eran 10.000, pero esto es muy probablemente una alusión a la antigua Guardia Inmortal persa. La nueva unidad luchó bajo el mando del futuro emperador Alejo I Comneno en la batalla de Calaure (1078) contra el general rebelde Nicéfaro Brienio el Viejo, y se mencionan en las guerras contra los pechenegos en la década de 1090, pero desaparecen después, junto con otra creación contemporánea, el Archontopouloi.

## En la cultura popular
En la novela de Walter Scott, el Conde Robert de París, los Inmortales aparecen como rivales de la Guardia Vikinga o Anglosajona Varega por el favor imperial.